# Фонетика шпанског језика
Овај чланак је о фонологији и фонетици шпанског језика. Осим ако није другачије забележено, изјаве упућивају на кастиљански дијалекат шпанског језика, стандардни дијалекат који се користи у Шпанији на радио и телевизији.
Фонеми су писани унутра  косе црте (/ /) и алофони унутра заграде ([ ]).

## Сугласници
|             | Лабијални | Лабијални | Зубни | Зубни | Надзубни | Надзубни | Задњоалв./ Предњонепчани | Задњоалв./ Предњонепчани | Задњонепчани | Задњонепчани |
| ----------- | --------- | --------- | ----- | ----- | -------- | -------- | ------------------------ | ------------------------ | ------------ | ------------ |
| Назал       |           | m         |       |       |          | n        |                          | ɲ                        |              |              |
| Плозив      | p         | b         | t     | d     |          |          | tʃ                       | ʝ                        | k            | ɡ            |
| Фрикатив    | f         | b         | θ*    | d     | s        |          | (ʃ)                      | ʝ                        | x            | ɡ            |
| Странични   |           |           |       |       |          | l        |                          | ʎ*                       |              |              |
| Једноударни |           |           |       |       |          | ɾ        |                          |                          |              |              |
| Трепетни    |           |           |       |       |          | r        |                          |                          |              |              |

Фонеми /b/, /d/ и /g/ су реализовани као апроксиманти (наиме [β̞, ð̞, и ɣ˕] у даљем тексту репрезентовани без спуштеног звука) или фрикативи на свим местима осим после паузе, после назалног консонанта, или—у случају /d/—после латералног консонанта; у таквим контекстима они се реализовани као звучни плозиви.
Фонема /ʝ/ се реализује као апроксимант у свим контекстима осим након паузе, назала или латерала. У тим срединама, то се може реализовати као африкат ([ɟʝ]). Апроксимантни алофон се разликује од неслогичног /i/ на више начина; има нижу F2 амплитуду, дужа је, може се појавити само у слогу (укључујући и реч-иницијално, где се неслогична /i/ нормално никада не појављује), је палатални фрикатив (/ʝ/) у наглашеним изговорима, и неодређен је за заокруживање (нпр. viuda  „удовица“ против ayuda  „помоћ“). Две се такође преклапају у дистрибуцији после /l/ и /n/: enyesar  „гипсати“ aniego  „поплава“. Иако постоји дијалектална и идеолектална варијација, звучници такође могу да изложе друге скоро минималне парове као што су abyecto (има више значења: „бедан, подао, пренизан, презиран“) против abierto. Постоје неке промене између две, што је подстакло научнике као што су Alarcos Llorach 1950 да постулатирају архифонему /I/, тако да ley  би било транскрибовано фонемичко као /ˈleI/ и leyes  као [ˈleIes].
У бројним варијантама, укључујући и неке америчке, процес паралелан са оним који разликује несложени /i/ од сугласничког /ʝ/ јавља се за несложени /u/ и ретки сугласнички /w̝/. Скоро минимални парови укључују deshuesar  „откостити“ против desuello  „скидање коже“, son huevos  „она су јаја“ против son nuevos  „они су нови“, и huaca  „индијанско гробље“ против u oca  „или гуска“.
Многи млади Аргентинци немају јасну /ɲ/ фонему и уместо тога користе секвенцу /ni/, тако да не праве разлику између huraño и uranio (обе речи ).
Фонема /ʎ/ (за разлику од /ʝ/) се налази у неким областима Шпаније (углавном северне и сеоске) и неким областима Јужне Америке (углавном брдско подручје). 
Већина варијанти које се говоре у Шпанији, укључујући оне које преовлађују на радију и телевизији, имају и /θ/ и /s/ distinción. Међутим, говорници у деловима јужне Шпаније, Канарских острва, скоро целе Латинске Америке имају само /s/ (seseo). Неки говорници у најјужнијој Шпанији (посебно приморска Андалузија) имају само [s̄] (сугласник сличан /θ/), а не /s/ (ceceo). Овај „цецео“ није сасвим непознат у Америци, посебно у приобалном Перуу. Фонема /s/ има три различита изговора („ламинални s“, „апикални s“ или „апикални зубни s“) у зависности од дијалекта. Сама реч distinción се изговара са /θ/ у варијантама које га имају.  
Фонеме /t/ и /d/ су ламинални денти-алвеоларни ([t̪, d̪]). Фонема /s/ постаје дентални [s̪] пре денти-алвеоларних сугласника, док /θ/ остаје међузубни [θ̟] у свим контекстима.
Испред предњих самогласника /i, e/, веларни сугласници /k, g, x/ (укључујући ленитски алофон од /ɡ/) се реализују као пост-палатални [k, g˖, x̟, ɣ˕˖].
Према неким ауторима, /x/ је пост-веларно или увуларно у шпанском језику северне и централне Шпаније. Други описују /x/ као велар на европском шпанском, са увуларним алофоном ([χ]) који се појављује испред /o/ и /u/ (укључујући и када је /u/ у почетку слога као [w]).
Уобичајени изговор /f/ у нестандардном говору је безвучни билабијални фрикатив [ɸ], тако да се fuera изговара , а не [ˈfweɾa]. У неким екстремадурским, западноандалузијским и америчким варијететима, ова омекшана реализација /f/, када се јавља пре /w/, подлеже спајању са /x/; у неким областима хомофонија fueɡo/jueɡo се решава заменом fuego-а са lumbre или candela.
/ʃ/ је маргинална фонема која се јавља само у позајмљеницама или одређеним дијалектима; многи звучници имају потешкоћа са овим звуком, тежећи да га замене са /tʃ/ или /s/. У бројним дијалектима (нарочито, северномексичком шпанском, неформалном чилеанском шпанском и неким карипским и андалузијским акцентима) [ʃ] се појављује, као неафриковано /tʃ/. Поред тога, [ʃ] се јавља у шпанском Риоплатенсе како се говори широм Аргентине и Уругваја, где је иначе стандардно да се фонеме /ʝ/ реализују као звучни палато-алвеоларни фрикатив [ʒ] уместо [ʝ], карактеристика која се зове „жеизам“. У последњих неколико деценија, додатно је постало популарно, посебно међу млађим говорницима у Аргентини и Уругвају, да се де-гласира /ʒ/ на [ʃ] („шеизам“).

### Неутрализације консонанта
Неки од фонемских контраста између сугласника у шпанском језику губе се у одређеним фонолошким окружењима, а посебно у завршној позицији слога. У овим случајевима се за фонемски контраст каже да се неутралише.

#### Соноранти

##### Носне и бочне консонанте
Три назалне фонеме—/m/, /n/ и /ɲ/—задржавају свој контраст када су у почетној позицији слога (нпр. cama „кревет“, cana „седа коса“, caña „шећерна трска“). У завршној позицији слога, овај тросмерни контраст се губи док се назали асимилују на место артикулације следећег сугласника - чак и преко границе речи; или, ако иза носа следи пауза, а не сугласник, то се за већину говорника остварује као алвеоларни [n] (иако у карипским варијантама, ово може бити [ŋ] или изостављен назал са назализацијом претходног самогласника). Тако се /n/ реализује као [m] испред лабијалних сугласника, а као [ŋ] испред веларних.
Слично, /l/ се асимилира са местом артикулације следећег короналног сугласника, односно сугласника који је интердентални, зубни, надзубни или предњонепчани.
| носни    | носни          | носни     | бочни  | бочни          | бочни       |
| Реч      | ИПА            | Значење   | Реч    | ИПА            | Значење     |
| -------- | -------------- | --------- | ------ | -------------- | ----------- |
| invierno | IPA: ( слушај) | „зима“    |        |                |             |
| ánfora   | IPA: ( слушај) | „амфора“  |        |                |             |
| encía    | IPA: ( слушај) | „жвака“   | alzar  | IPA: ( слушај) | „подигнути“ |
| antes    | IPA: ( слушај) | „пре“     | alto   | IPA: ( слушај) | „висок“     |
| ancha    | IPA: ( слушај) | „широко“  | colcha | IPA: ( слушај) | „јорган“    |
| cónyuge  | IPA: ( слушај) | „супруга“ |        |                |             |
| rincón   | IPA: ( слушај) | „угао“    |        |                |             |
| enjuto   | IPA: ( слушај) | „танко“   |        |                |             |

##### Слово ⟨r⟩
Алвеоларни трил [r] и алвеоларни тап [ɾ] су у фонемском контрасту речи-интерно између самогласника (као у carro „ауто“ наспрам caro „скупо“), али су иначе у комплементарној дистрибуцији.
Само тап се може јавити после опструираног сугласника на почетку речи као дела групе (нпр. tres „три“, frío „хладно“).
Само трил се може појавити после /l/, /n/ или /s/ (нпр. alrededor, enriquecer, Israel) и на почетку речи (нпр. rey „краљ“).
После медијалног опструентног сугласника који није /s/, тап се јавља у огромној већини случајева (нпр. sobre ‚преко‘, peligro ‚опасност‘), али се трил јавља у малом броју речи где се морфем завршава на сугласник је везан за морфему која почиње алвеоларним трилом, као што је subrayar ‚подвлачење‘ (са [r] као у raya ‚линија‘). Ова дистрибуција се може третирати као комплементарна ако се слоговање узме као контрастивно: у том случају важи правило да се тап јавља после било ког иницијалног сугласника слога, док се трил јавља после било ког сугласника-завршног слога.

## Алтернације
На шпанском постоје бројне измене које одражавају дијахронске промене на језику и вероватно одражавају морфофонолошке процесе, а не искључиво фонолошке. На пример, неколико речи се наизменично мења између /k/ и /θ/ или /ɡ/ и /x/, а ово друго у сваком пару се појављује испред предњег самогласника:
| Реч     | Реч              | Значење       | Реч      | Реч              | Значење        |
| ------- | ---------------- | ------------- | -------- | ---------------- | -------------- |
| opaco   | шпански изговор: | „непровидно“  | opacidad | шпански изговор: | „непровидност“ |
| sueco   | шпански изговор: | „шведско“     | Suecia   | шпански изговор: | „Шведска“      |
| belga   | шпански изговор: | „белгијанско“ | Bélgica  | шпански изговор: | „Белгија“      |
| análogo | шпански изговор: | „аналогичан“  | analogía | шпански изговор: | „аналогија“    |